# 1998年スロバキア国民議会選挙
1998年スロバキア国民議会選挙は、スロバキア共和国の立法府であるスロバキア共和国国民議会（一院制）を構成する議員を全面改選するため1998年9月30日から10月1日の2日間にかけて行われた選挙である。

## 選挙概要
- 定数：150議席
- 選挙権：18歳以上のスロバキア国民
- 被選挙権：21歳以上のスロバキア国民
- 選挙制度：比例代表制
  - この選挙から選挙区は全国1選挙区となった（それまでは全国を4選挙区に分割）。
  - 政党が提出する候補者名簿はあらかじめ順位が割り振られる拘束名簿式であるが、有権者は名簿内に記載されている候補者中4名までを選んで投票することが可能で、選好投票が一定数を上回ると名簿上位を繰り上げる方式となっている（選好投票）。
  - 議席配分は最大剰余方式（ドループ式）
  - 議席獲得のための阻止条項あり
    - 1政党では5％
    - 複数の政党が連合名簿を作成した場合も各政党に同様に阻止条項が適用される（つまり、2政党での連合なら10％、3政党なら15％、というように、政党連合にかなり高いハードルが設定されている）。

## 選挙結果
投票日：1998年9月30日 - 10月1日
| 登録有権者 | 4,023,191 |
| 投票数     | 3,385,536 |
| 投票率     | 84.15     |
| 有効投票数 | 3,359,176 |

| 党派                       | 得票数    | 得票率 | 議席数 | 議席率 |
| -------------------------- | --------- | ------ | ------ | ------ |
| 民主スロバキア運動 HZDS    | 907,103   | 27.00  | 43     | 28.7   |
| スロバキア民主連立 SDK     | 884,497   | 26.33  | 42     | 28.0   |
| 民主左翼党 SDĽ             | 492,507   | 14.66  | 23     | 15.3   |
| ハンガリー人連立党 SMK-MKP | 306,623   | 9.13   | 15     | 10.0   |
| スロバキア国民党 SNS       | 304,839   | 9.07   | 14     | 9.3    |
| 市民合意党 SOP             | 269,343   | 8.02   | 13     | 8.7    |
| スロバキア共産党 KSS       | 94,015    | 2.80   | 0      | 0.0    |
| スロバキア労働者連盟 ZRS   | 43,809    | 1.30   | 0      | 0.0    |
| その他の政党               | 56,440    | 1.68   | 0      | 0.0    |
| 合計                       | 3,359,176 | 100.00 | 150    | 100.0  |

注：本表では、有効投票のうち1％以上を得た政党のみ独自党名で、それ未満の政党の得票数・率は一括して「その他の政党」として掲載している。